# بكرة أحلى من النهاردة (فلم)
بكره احلي من النهاردة  فيلم دراما، موسيقي، استعراضي مصري من تأليف وإخراج حسن الإمام عام 1986 كتب السيناريو والحوار بهجت قمر. الفيلم من بطولة أحمد مظهر ولبلبة وعبد المنعم مدبولي وصفية العمري، ويتابع الفيلم عفيفي وابنته بعد عودتهما من الخارج لاستلام ميراث الابنة من زوجته، أن الميراث عبارة عن دار أيتام. ثم يتعرَّفا على وائل وأبناءه، الذين يحاولون إقناعهم بيع الدار، وذلك للاستيلاء على أموالهم.
صدر الفيلم إلى دور العرض المصرية في 13 يناير 1986.
منح موقع قاعدة بيانات الأفلام العربية «السينما.كوم» الفيلم درجة 4.8/ 10.

## طاقم التمثيل
لبلبة: في دور نعمت
عبد المنعم مدبولي: في دور وائل خيشة
أحمد مظهر: في دور عفيفي بك الحلواني
صفية العمري: في دور نجفة خيشة
حاتم ذو الفقار: في دور أحمد خيشة
نجوى فؤاد: في دور نجوى
سحر رامي: في دور صفاء
محمد خيري: في دور الرائد هاني فوزي
عاطف بركات: في دور المحامي سعد
بالاشتراك مع: حسن الإمام (في دور رجل بحمام السباحة) – كمال زعير – موسى القرشي – حسان اليماني.

## أحداث الفيلم
تعاني زينب (لبلبه) من زوجها عفيفى الحلوانى (احمد مظهر) الذي يسيء معاملتها، وينفق أمواله على الخمر والنساء. تلح زينب في طلب الطلاق، ويستجيب عفيفي لها ويطلقها، ويأخذ الابنة الصغيرة نعمت، ويسافر بها إلى كازابلانكا بالمغرب، وهكذا يحرم الأم من رؤية إبنتها. تتزوج زينب من رجل ثرى، غير انه يتوفى بعد شهر واحد، ويترك لها فيللا كبيرة وثروة كبيرة من المال، تنفقه على الأيتام، بعد أن حولت الفيللا لدار لرعاية الأيتام الصغار، ليعوضوها عن حنان إبنتها نعمت.
تمر السنين، وبعد 15 عاماً، تعرف نعمت (لبلبة) من المحامى سعد (عاطف بركات) أن أمها زينب قد توفيت وتركت لها ميراث في مصر، فتعود للقاهرة مع والدها عفيفى، لتكتشف ان الميراث عبارة عن فيلا كبيرة تستغل كدار للأيتام، ويعترض طريقهم النصاب وائل خيشه (عبد المنعم مدبولى) وإبنته نجف (صفية العمري) وابنه أحمد (حاتم ذو الفقار) الذي يدعى أنه ابن المستشار المليونير عادل حسنى. يتعرف أحمد على نعمت وتنشأ بينهم علاقة عاطفية، بينما كان خيشه ونجف يقدمان استعراضات غنائية بملهى الفندق، الذي يقيم فيه عفيفى وإبنته نعمت، على حساب المحامى سعد، الذي يتولى تصفية التركة زينب لابنتها.
يدعى عفيفى إنه مليونير كبير بالدار البيضاء، وانه لايهمه التركة التي تركتها زينب هانم، وفي سبيل تعرفه على نجف، يدعى رغبته في التعاقد مع خيشه ونجف لرحلة عمل يجوبان بها ملاهي أوروبا، واستكمالاً لعملية النصب يترك خيشه إبنته نجف مع عفيفى، حيث تسكب نجف المشروب الساخن على ملابس عفيفى، وعندما يخلع ملابسه لتجفيفها، يدخل خشبة ويضبطه بملابسه الداخلية في حجرة إبنته، وحتى لا يبلغ الشرطة يأخذ منه شيك بمبلغ 10 آلاف جنيه، كتب فيه عفيفى رقم تليفون الفندق بدلا من رقم حسابه البنكي، ولكى يحصل خيشه على قيمة الشيك، يقنع عفيفى ببيع دار الأيتام، بينما يسرع خيشه للراقصة الإستعراضية نجوى (نجوى فؤاد) ويقنعها بشراء الفيللا، لتحويلها إلى فندق كبير. يتأرجح أحمد ما بين رغبته في النصب على نعمت والزواج بها من أجل أموالها، وبين حبه الحقيقي لها، غير أن نعمت تفاجئه بالاعتراف بفقرها، وأنها ووالدها لايملكان سوى دار الأيتام، ويتعاطف أحمد معها. يقتنع خيشه بدناءة عمله، ويعيد الشيك لعفيفي، بينما تقوم نعمت بإقناع نجوى بعدالة قضية الأيتام، والتي تستجيب لضميرها، وتتبرع بمبلغ كبير لإعاشة الأيتام، بينما يتزوج أحمد من نعمت، بعد سلوكه الطريق القويم.

## روابط خارجية
- بكرة أحلى من النهاردة على موقع الدهليز
- بكرة أحلى من النهاردة على موقع قاعدة بيانات الأفلام العربية